# Pseudonicsara leopoldi
Pseudonicsara leopoldi är en insektsart som beskrevs av Willemse, C. 1933. Pseudonicsara leopoldi ingår i släktet Pseudonicsara och familjen vårtbitare. Inga underarter finns listade i Catalogue of Life.